# Salia terricola
Salia terricola là một loài bướm đêm trong họ Noctuidae.